# Jacint Barrera i Arenas
Jacint Barrera i Arenas (Teià, 9 de juliol de 1852 - Teià, 29 d'agost de 1932) fou un professor, naturalista, meteoròleg, farmacèutic i esperantista català.

## Biografia
Barrera va rebre els seus primers estudis a l'escola pública de Teià amb el mestre Martí Riera. El 1852 passa al Seminari on coneix la filosofia i la teologia per a, després, l'any 1879, doctorar-se en Ciències físiques a la Universitat de Barcelona. Tot seguit, en els següents cursos acadèmics, va exercir de professor d'ensenyament secundari, primer a Blanes, després a Sant Feliu de Guíxols i, finalment al Colegio Peninsular de San Isidoro de Barcelona.
A Barcelona va preparar unes oposicions d'auxiliar de la càtedra de Ciències Físiques de la Universitat de Barcelona, càrrec que va exercir durant 16 anys. L'any 1892 va escriure el seu primer llibre Los aucells de Teyá y Masnou, en català prefabrià. (...) I a pesar de tenir una salut feble, encara li queda temps per estudiar Farmàcia, i s'hi llicencia l'any 1894. A l'Exposició Universal de Barcelona de 1888 va obtenir un diploma per la seva obra publicada amb el títol Catálogo de la Flórula y de los Moluscos Testáceos de Teyá y Masnou.
Cap a l'any 1900, cansat de l'enrenou ciutadà, decideix retirar-se al seu poble nadiu i obrir-hi una farmàcia (...) situada al torrent de can Nadal.
Després de 20 anys de preparar fórmules magistrals per curar els mals, va coneixent el tarannà i les preocupacions del veïns de Teià. S'adona que la ignorància i la superstició de la seva gent s'ha d'erradicar per poder progressar i que l'espai que deixa s'ha d'omplir de “ciència”. I per assolir aquest objectiu creu que cal emprar un llenguatge planer i a l'abast de les persones desconeixedores de la terminologia científica. Aquest és l'esperit que traspua la lectura de la Miscel·lània rural popular, que és un recull d'articles de temàtica científica que creia que podien interessar els teianencs de l'any 1927.
L'any 1920 tanca la farmàcia de Teià i es dedica totalment a allò que més li agrada: les belleses de la natura, els progressos de les ciències, l'agricultura, l'astronomia, l'esperanto, la ràdio, etc. De l'any 1900 fins als seus darrers dies s'ocupa de recollir les dades pluviomètriques de Teià per al Servei Meteorològic, dades que han continuat facilitant fins a l'actualitat els propietaris de la casa materna (can Barrera).
Fou membre de la Institució Catalana d'Història Natural, la Societat Astronòmica de Barcelona i la Universala Esperanta Asocio.
Mor a Teià l'any 1932 i deixa gairebé tots els seus béns a una fundació anomenada "Patronat Senyor Cinto", amb la finalitat de repartir les seves rendes entre les famílies indigents i necessitades de Teià (...)
El 14 de novembre de 1982, coincidint amb el 50è aniversari de la mort del Dr. Barrera, se li va retre un homenatge a la casa del Patronat Senyorcinto, amb la inauguració de l'arranjament de la casa i dels jardins, que l'Ajuntament de Teià, com a llogater de la fundació, cedia a l'Agrupament Escolta Mintaka i al Grup Ecologista –Amics de la Natura de Teià (avui és també seu de la Colla Gegantera de Teià).

## Fons bibliogràfic de Can Barrera[calcitació]
L'any 2006 Josep Barrera i Arenas, propietari de la casa pairal de can Barrera, a Teià, cedia a l'Ajuntament de Teià el fons bibliogràfic i documental de la família, per tal que se'n fes una catalogació i s'incorporés al futur Arxiu Municipal de Teià.
El fons documental (cartes, manuscrits, papers personals, etc.) es guardarà a l'Arxiu. El fons bibliogràfic s'ha ubicat finalment a la Biblioteca de can Llaurador i consta de 548 documents catalogats.
Entre els materials cedits a la Biblioteca, hi trobem llibres impresos que daten des de la segona meitat del segle xvii i tot el XVIII, sobretot de caràcter litúrgic i religiós (un dels avantpassats de la família Barrera era capellà), fins a llibres i revistes diversos del segle xix i dels primers anys de la postguerra, ja al XX.
Entre les revistes d'àmbit científic distingim el Butlletí de la Institució Catalana d'Història Natural de l'any 1901 que conté articles de Jacint Barrera. I des d'una òptica sociocultural cal destacar manuals i gramàtiques (franceses, angleses, castellanes, llatines...) impreses al XIX, i també un bon nombre d'exemplars de la revista satírica de començament del XX, el Cu-cut.
El seu fràgil estat de conservació aconsella ubicar el Fons en uns armaris especials fora de l'abast general del públic.

## Alguns detalls del fons[calcitació]
Hi trobem exemplars de gran interès històric, com ara una edició de 1680 del Romancero espiritual de Lope de Vega; dos volums de l'obra Philosophia Thomística de Fra Antonio Goudin Lemovicensi, datats el 1781, que presenten interessants gravats de la lluna i un mapa del món, entre d'altres. Com a curiositat, un llibre de temàtica religiosa, en llengua castellana, del segle xviii conservava en el seu interior dues hòsties, molt probablement contemporànies, d'un avantpassat Barrera capellà. Possiblement també deuria ser seu el llibre de Frances Guiu Manual per dirigir los malalts en sas malaltias y en lo tremendo pas de la mort de l'any 1806.
Així mateix, també hi destaquen dues obres il·lustrades per Antoni Batllori i Jofré (1915-1999), el darrer representant d'una generació de grans dibuixants catalans (Opisso, Junceda, Anglada, Mallol...) i promotor del Fons Batllori de Teià: Cuentos de mi cabaña, de Josep M. Folch i Torres, publicat el 1954, on també apareixen il·lustracions de Joan Junceda, mestre admirat i gran amic d'en Batllori; i un Silabario per a infants, en el qual els dibuixos d'en Batllori omplen totes i cadascuna de les pàgines de color. A més, trobem les Memòries d'un cabaler, de Jaume Raventós, amb il·lustracions de Joan Junceda (1932).
Aquestes fantàstiques troballes bibliogràfiques s'acompanyen, a més, d'interessantíssims exemplars del XIX constituïts per col·leccionables, com ara 10 fantàstics volums enquadernats en pell i extraordinàriament ben conservats del Folletín del Diario de Barcelona (1862-1868) que contenen narracions curtes de diversos autors; un compendi sobre la guerra de Rússia i França; tractats d'aritmètica; manuals de llatí i diverses publicacions de grans obres literàries universals en format de butxaca de la “Bibliotheque Nationale” de París i també de la Biblioteca Universal, aquestes últimes publicades a Madrid.
Si tenim en compte que el Dr. Jacint Barrera era membre de l'associació esperantista Universala Esperanto-Asocio no és gens estrany l'existència al fons de dos llibres d'exercicis i gramàtica d'aquesta llengua auxiliar internacional, un d'ells dedicats per l'autor.
Amb relació a la tasca de Jacint Barrera com a farmacèutic podem destacar el llibre del 1860 Médecine populaire ou premiers soins a donner aux malades et aux blesses en l'absence du médecin, així com el Compendio de ciencias medicas y naturales publicat el 1845 dintre de la col·lecció “Biblioteca anti-homeopática”.
Inclosos en la vessant científica distingim Oceanografia de Josep Maluquer número 1 de la col·lecció “Minerva. Col·lecció popular dels coneixements indispensables” de 1915. O la Prehistoria del Dr. Moritz Hoernes i F. Behn en tres volums de la col·lecció “Labor” (1927-1931).
En Jacint Barrera també té temps pel lleure; ho demostren els llibres de viatge, novel·les i obres de teatre humorístiques com les de Lluis Millà: Un sopar de duro (191?); o interès per l'art: Impresiones de arte por Santiago Rusiñol (1894?).
Encara que la major part de documents sobre política i religió presents al fons són posteriors a Jacint Barrera hi trobem llibres d'anarquistes com en Charles Malato, La patria de los ricos (19--), obra de l'època socialista de Gustave Hervé, o un volum de l'autobiografia de l'anarquista Joan Montseny, sota el pseudònim de Federico Urales, pare de Frederica Montseny.
També podem destacar de Francesc Cambó l'obra Per la concordia, publicada per Catalònia l'any 1930.
En l'àmbit de la filosofia hi trobem l'obra d'André Robinet, un dels continuadors de l'Enciclopedia de Diderot, La Philosophie positive: Auguste Compte & Pierre Lafitte sobre el positivisme i sobre l'iniciador de la sociologia, August Comte.